# 1465 w polityce
Wydarzenia polityczne w 1465 roku.
- kwiecień – wojna trzynastoletnia: pierwsza tura rozmów pokojowych na Mierzei Wiślanej. Delegacja Związku Pruskiego kierowana przez gubernatora Stibora von Baysen i delegacja krzyżacka kierowana przez burmistrza Starego Miasta Królewca Jürgena Steinhauptema dochodzą do porozumienia w sprawie pozostawienie części Prus pod władzą Krzyżaków celem uniknięcia nadmiernego wzmocnienia Królestwa Polskiego[1].
- 24 lipca – koronacja Elisabeth Woodville na królową Anglii: polityczna klęska Richarda Neville, hrabiego Warwick[2].
- sierpień – wojny trzynastoletnia: druga tura rozmów pokojowych na Mierzei Wiślanej nie przynosi zbliżenia stanowisk wobec odrzucenia przez Zakon krzyżacki polskiego postulatu przyjmowania w skład braci zakonnych poddanych króla polskiego[1].
- przełom sierpnia i września – wojna trzynastoletnia: trzecia i ostatnia tura rozmów pokojowych na Mierzei Wiślanej mediowanych przez biskupa warmińskiego Pawła Legendorfa. Przedstawiciele Zakonu krzyżackiego zgadzają się na cesję Pomorza Gdańskiego i przyjmowanie poddanych króla polskiego w skład braci zakonnych, ostateczne porozumienie uniemożliwia brak zgody Zakonu na zrzeczenie się Malborka i części Powiśla[1].

## Zmarli
- 5 stycznia – Karol Orleański, francuski książę i poeta.